# Кубок Польщі з футболу 2010—2011
Кубок Польщі з футболу 2010–2011 — 57-й розіграш кубкового футбольного турніру в Польщі. Титул здобула Легія.

## Календар
| Раунд                   | Дата                        | Матчі | Клуби   |
| ----------------------- | --------------------------- | ----- | ------- |
| Перший попередній раунд | 21-25 липня 2010            | 26    | 85 → 59 |
| Другий попередній раунд | 4 серпня 2010               | 12    | 59 → 47 |
| Перший раунд            | 24-25 серпня 2010           | 15    | 47 → 32 |
| 1/16 фіналу             | 21-22 вересня 2010          | 16    | 32 → 16 |
| 1/8 фіналу              | 26-27 жовтня 2010           | 8     | 16 → 8  |
| 1/4 фіналу              | 20 лютого - 16 березня 2011 | 8     | 8 → 4   |
| 1/2 фіналу              | 5-6/19-20 квітня 2011       | 4     | 4 → 2   |
| Фінал                   | 3 травня 2011               | 1     | 2 → 1   |

## Перший попередній раунд
| Команда 1                    | Рахунок         | Команда 2                           |
| ---------------------------- | --------------- | ----------------------------------- |
| 21 липня 2010                |                 |                                     |
| Касубія (Косьцежина)         | 1:3 дч          | Олімпія (Грудзьондз)                |
| Корше                        | 1:4             | Балтик (Гдиня)                      |
| ОКС 1945 (Ольштин)           | 2:1             | Сокул (Сокулка)                     |
| Лех (Рипін)                  | 2:0             | Тур (Турек)                         |
| Унія (Сважендз)              | 1:0             | Полонія (Слубіце)                   |
| Арка (Нова Суль)             | 0:3             | Ярота (Яроцин)                      |
| Ожел (Вежбица)               | 0:4             | Вігри (Сувалки)                     |
| Беляванка                    | 3:1             | Чарні (Жагань)                      |
| Сьленза (Вроцлав)            | -:+             | Рух (Здзешовіце)                    |
| Розвой                       | 0:1             | Конкордія (Пйотркув-Трибунальський) |
| Сокул (Александрув-Лодзький) | 3:1             | Єзьорак (Ілава)                     |
| Елана (Торунь)               | 2:2 дч пен. 6:7 | Нєльба (Вонгровець)                 |
| Медзь (футбольний клуб)      | 3:2 дч          | Рух (Радзьонкув)                    |
| Сталь (Сянік)                | +:-             | Гетьман (Замостя)                   |
| Ракув                        | 0:2             | ГКС (Тихи)                          |
| Ніда (Пінчув)                | 0:2             | Ресовія (Ряшів)                     |
| Кутно                        | 1:0 дч          | Пжебой (Вольбром)                   |
| Гутник (Щецин)               | 1:5             | Завіша (Бидгощ)                     |
| Олімпія (Ельблонг)           | 1:0             | Рух (Високе-Мазовецьке)             |
| Унія (Яніково)               | 0:3             | Світ (Новий-Двір-Мазовецький)       |
| Лехія (Зелена Гура)          | 1:0 дч          | КС Гурник (Польковіце)              |
| 24 липня 2010                |                 |                                     |
| Старт (Отвоцьк)              | 1:0             | Окоцимський                         |
| Гелена (Новий Санч)          | +:-             | ГКС (Ястшембе)                      |
| Заглембє (Сосновець)         | 1:0             | Пелікан (Лович)                     |
| 25 липня 2010                |                 |                                     |
| Мотор (Люблін)               | -:+             | Сталь (Ряшів)                       |
| Колеяж (Струже)              | 1:0             | Термаліка Брук-Бет                  |

## Другий попередній раунд
Команди Кутно та Світ (Новий-Двір-Мазовецький) пройшли до наступного раунду після жеребкування.
| Команда 1                           | Рахунок         | Команда 2           |
| ----------------------------------- | --------------- | ------------------- |
| 4 серпня 2010                       |                 |                     |
| Олімпія (Грудзьондз)                | 1:2             | Завіша (Бидгощ)     |
| Вігри (Сувалки)                     | 1:0             | Сталь (Ряшів)       |
| Конкордія (Пйотркув-Трибунальський) | 2:2 дч пен. 6:5 | Ресовія (Ряшів)     |
| Беляванка                           | 1:3             | Рух (Здзешовіце)    |
| Гелена (Новий Санч)                 | 1:8             | Сталь (Сянік)       |
| Сокул (Александрув-Лодзький)        | 0:2             | Олімпія (Ельблонг)  |
| ГКС (Тихи)                          | 3:2             | Колеяж (Струже)     |
| Лех (Рипін)                         | 2:2 дч пен. 2:3 | Унія (Сважендз)     |
| Ярота (Яроцин)                      | 1:0             | Нєльба (Вонгровець) |
| Медзь (футбольний клуб)             | 2:1             | Лехія (Зелена Гура) |
| Балтик (Гдиня)                      | 0:2             | ОКС 1945 (Ольштин)  |
| Заглембє (Сосновець)                | 1:2 дч          | Старт (Отвоцьк)     |

## Перший раунд
Команда Зніч (Прушкув) пройшла до наступного раунду після жеребкування.
| Команда 1                           | Рахунок         | Команда 2                       |
| ----------------------------------- | --------------- | ------------------------------- |
| 24 серпня 2010                      |                 |                                 |
| Ярота (Яроцин)                      | 1:1 дч пен. 4:5 | Флота (Свіноуйсьце)             |
| Медзь (футбольний клуб)             | 1:2             | ГКП (Гожув-Великопольський)     |
| Кутно                               | 0:3             | КСЗО (Островець-Свентокшиський) |
| Світ (Новий-Двір-Мазовецький)       | 1:0             | МКС (Ключборк)                  |
| 25 серпня 2010                      |                 |                                 |
| Конкордія (Пйотркув-Трибунальський) | 2:1             | Сталь (Стальова Воля)           |
| Старт (Отвоцьк)                     | 2:2 дч пен. 5:6 | Подбескідзе                     |
| ОКС 1945 (Ольштин)                  | 2:1 дч          | Варта (Познань)                 |
| Унія (Сважендз)                     | 0:4             | Погонь (Щецин)                  |
| Вігри (Сувалки)                     | 2:1             | Гурник (Ленчна)                 |
| Рух (Здзешовіце)                    | 1:0             | ГКС (Катовіце)                  |
| Сталь (Сянік)                       | 0:3             | Долькан (Зомбки)                |
| ГКС (Тихи)                          | 1:0             | Сандеція                        |
| Олімпія (Ельблонг)                  | 1:2 дч          | ЛКС (Лодзь)                     |
| Вісла (Плоцьк)                      | 1:3             | Гурник (Забже)                  |
| Завіша (Бидгощ)                     | 0:3             | Відзев (Лодзь)                  |

## 1/16 фіналу
| Команда 1                           | Рахунок | Команда 2                   |
| ----------------------------------- | ------- | --------------------------- |
| 21 вересня 2010                     |         |                             |
| Долькан (Зомбки)                    | 0:1     | Вісла (Краків)              |
| Вігри (Сувалки)                     | 0:2     | Корона (Кельце)             |
| ГКС (Тихи)                          | 0:1     | Лех (Познань)               |
| Конкордія (Пйотркув-Трибунальський) | 0:1     | ГКС (Белхатув)              |
| ГКП (Гожув-Великопольський)         | 0:1     | Краковія                    |
| Зніч (Прушкув)                      | 0:1     | Полонія (Варшава)           |
| Світ (Новий-Двір-Мазовецький)       | 0:1     | Шльонськ (Вроцлав)          |
| Погонь (Щецин)                      | 0:1     | Легія (Варшава)             |
| ЛКС (Лодзь)                         | 3:0     | Полонія (Битом)             |
| Гурник (Забже)                      | 0:2     | Лехія (Гданськ)             |
| 22 вересня 2010                     |         |                             |
| Флота (Свіноуйсьце)                 | 0:1     | Ягеллонія (Білосток)        |
| Рух (Здзешовіце)                    | 1:3     | Рух (Хожув)                 |
| ОКС 1945 (Ольштин)                  | 2:0     | Одра (Водзіслав-Шльонський) |
| Відзев (Лодзь)                      | 1:0 дч  | Заглембє (Любін)            |
| КСЗО (Островець-Свентокшиський)     | 2:1 дч  | Арка (Гдиня)                |
| Подбескідзе                         | 2:0     | П'яст (Глівіце)             |

## 1/8 фіналу
| Команда 1                       | Рахунок         | Команда 2            |
| ------------------------------- | --------------- | -------------------- |
| 26 жовтня 2010                  |                 |                      |
| Корона (Кельце)                 | 0:1             | Ягеллонія (Білосток) |
| КСЗО (Островець-Свентокшиський) | 0:2 дч          | Полонія (Варшава)    |
| Подбескідзе                     | 2:0             | ГКС (Белхатув)       |
| Шльонськ (Вроцлав)              | 1:2             | Легія (Варшава)      |
| ЛКС (Лодзь)                     | 0:0 дч пен. 1:3 | Лехія (Гданськ)      |
| Вісла (Краків)                  | 1:0             | Відзев (Лодзь)       |
| 27 жовтня 2010                  |                 |                      |
| ОКС 1945 (Ольштин)              | 0:0 дч пен. 0:3 | Рух (Хожув)          |
| Краковія                        | 1:4             | Лех (Познань)        |

## 1/4 фіналу
| Команда 1                | Заг.    | Команда 2            | 1-й матч | 2-й матч |
| ------------------------ | ------- | -------------------- | -------- | -------- |
| 20 лютого/2 березня 2011 |         |                      |          |          |
| Лех (Познань)            | 2:2 (ч) | Полонія (Варшава)    | 0:1      | 2:1      |
| 1/15 березня 2011        |         |                      |          |          |
| Рух (Хожув)              | 1:3     | Легія (Варшава)      | 1:1      | 0:2      |
| 1/16 березня 2011        |         |                      |          |          |
| Вісла (Краків)           | 2:3     | Подбескідзе          | 0:1      | 2:2      |
| 2/16 березня 2011        |         |                      |          |          |
| Лехія (Гданськ)          | 1:1 (ч) | Ягеллонія (Білосток) | 0:0      | 1:1      |

## 1/2 фіналу
| Команда 1        | Заг. | Команда 2       | 1-й матч | 2-й матч |
| ---------------- | ---- | --------------- | -------- | -------- |
| 5/19 квітня 2011 |      |                 |          |          |
| Лех (Познань)    | 4:3  | Подбескідзе     | 1:1      | 3:2      |
| 6/20 квітня 2011 |      |                 |          |          |
| Лехія (Гданськ)  | 0:5  | Легія (Варшава) | 0:1      | 0:4      |

## Фінал
| 3 травня 2011 19:30 (EEST) |

| Лех (Познань) | 1:1 дч   | Легія (Варшава) |
| ------------- | -------- | --------------- |
| Іньяц 29'     | Протокол | Ману 67'        |

| Стадіон імені Здзіслава Кшишков'яка, Бидгощ Глядачів: 16 500 Арбітр: Павел Гіл |

|                                                       |     | Пенальті                                                |  |
| Босацький · Штилич · Руднєвс · Миколайчак · Волякевич | 4:5 | Кабраль · Коморовський · Врдольяк · Жезнічак · Вавжиняк |  |